# Дружино
Дру́жино (рос. Дружино, марій. Дружино) — присілок у складі Марі-Турецького району Марій Ел, Росія. Входить до складу Марійського сільського поселення.

## Населення
Населення — 117 осіб (2010; 136 у 2002).
Національний склад (станом на 2002 рік):
- татари — 77 %